# 道隆
道隆（1239年—1251年）是大理国皇帝段祥兴的年号，共计13年。
起訖年，方詩銘、李崇智、段玉明、李家瑞、王雲、黃德榮作1239年－1251年。

## 年號及改元出處
- 倪輅《南詔野史》：「宋理宗嘉熙二年（1238）立，改元道隆。……祥興卒，在位十三年。」
- 胡蔚《增訂南詔野史》：「南宋理宗戊戌嘉禧二年（1238）即位。明年（1239），改元道隆。……理宗辛亥淳祐十一年（1251），為蒙古憲宗蒙哥之元年，祥興卒，在位十三年。」
- 王崧《雲南備徵志》：「宋理宗嘉熙二年（1238）即位，改元道隆。……〔淳祐〕十一年（1251），帝薨，在位十二年。」
- 諸葛元聲《滇史》：「段氏二十一世祥興，以宋理宗嘉熙三年己亥（1239）立，改元道隆。……在位十二年卒。」
- 李京《雲南志略》：「子祥興立，改元道隆。在位十六年。」
- 楊慎《滇載記》：「祥興以宋理宗嘉熙三年（1239）立，改元道隆。」
- 馮蘇《滇考》：「祥興以理宗嘉熙三年（1239）立，改元道隆。……在位十六年卒。」
- 《白古通記淺述》：「〔淳祐〕十二年（1252），祥興死。」
- 《故大師白氏墓碑銘》：「道隆七年……道隆十二年庚戌。」[7]

## 紀年對照表
| 道隆 | 元年   | 二年   | 三年   | 四年   | 五年   | 六年   | 七年   | 八年   | 九年   | 十年   |
| ---- | ------ | ------ | ------ | ------ | ------ | ------ | ------ | ------ | ------ | ------ |
| 公元 | 1239年 | 1240年 | 1241年 | 1242年 | 1243年 | 1244年 | 1245年 | 1246年 | 1247年 | 1248年 |
| 干支 | 己亥   | 庚子   | 辛丑   | 壬寅   | 癸卯   | 甲辰   | 乙巳   | 丙午   | 丁未   | 戊申   |
| 道隆 | 十一年 | 十二年 | 十三年 |        |        |        |        |        |        |        |
| 公元 | 1249年 | 1250年 | 1251年 |        |        |        |        |        |        |        |
| 干支 | 己酉   | 庚戌   | 辛亥   |        |        |        |        |        |        |        |

## 與宋朝關係
宋理宗寶祐六年（1258年），宋理宗曾經計畫攻擊與蒙古結盟的大理国。在計畫取消後，宋理宗轉而要求追查大理自立年号一事。大臣李曾伯回奏，在淳祐元年（1241年），大理使者何智淵的書稱「道隆八年」，後來大理翰學楊淵回給董槐的謝狀寫「道隆十一年」，可見大理早有年号。

## 同期存在的其他政权年号
- 中國
  - 嘉熙（1237年－1240年）：宋－宋理宗趙昀之年號
  - 淳祐（1241年－1252年）：宋－宋理宗趙昀之年號
- 越南
  - 天應政平（1232年－1254年）：陳朝－陳日煚之年號
- 日本
  - 曆仁（1238年－1239年）：四條天皇之年号
  - 延應（1239年－1240年）：四條天皇之年号
  - 仁治（1240年－1243年）：四條天皇與後嵯峨天皇之年号
  - 寬元（1243年－1247年）：後嵯峨天皇與後深草天皇之年号
  - 寳治（1247年－1249年）：後深草天皇之年号
  - 建長（1249年－1256年）：後深草天皇之年号